# Anton Žilavec
Anton Žilavec, slovenski duhovnik, * 1915, senjska škofija, † 20. september 1943, Otočac, Lika.

## Življenje
Študiral je v senjskem bogoslovju, 29. junija 1940 je bil posvečen v duhovnika v Senju. Kot kaplan je služboval v Perušić blizu Gospića, nato je bil 20. julija 1941 postavljen za upravitelja župnije Dabar pri Otočcu v Liki. Zaradi pojava četnikov, upiranja Srbov in nastanke nevzdržnih razmer so se nekateri krajani skupaj z žilavcem umaknili v Letinac, nato v Brinje in od tam v Otočac. Po kapitulaciji Italije so v Otočac prišli partizani, ki so Žilavca postavili pred »ljudsko sodišče«. 19. septembra je bil obsojen, naslednji dan pa ustreljen. Pokopan je bil skupaj z ostalimi obsojenci v skupnem grobu.